# Scytodes multilineata
Scytodes multilineata là một loài nhện trong họ Scytodidae.
Loài này thuộc chi Scytodes. Scytodes multilineata được Tord Tamerlan Teodor Thorell miêu tả năm 1899.